# Zarneh
Zarneh (farsi زرنه) è una città dello shahrestān di Eyvan, circoscrizione di Zarneh, nella provincia di Ilam. Aveva, nel 2006, una popolazione di 2.909 abitanti.